# زبان فولانی
زبان فولا یا فولایی یا فولانی نام زبانی است که گویش‌های گونه‌گون آن به‌صورت زنجیرهٔ گویشی در حدود بیست کشور در آفریقای غربی و مرکزی گویشورانی دارد. فولا، همچون زبان‌های مرتبط با آن، چون ولوف، عضوی از شاخهٔ اطلسی خانوادهٔ زبان‌های نیجر-کنگو است.